# Каллизен, Адольф
Адольф Каллизен (дат. Adolf Callisen; 8 апреля 1786, Глюкштадт, Дания, — 1866, Альтона, Пруссия) — датский медик, лексикограф, и библиограф

.
Брат Х.-Ф. Каллизена.

## Биография
Родился 8 апреля 1786 года в Глюкштадте — сын адвоката Христиана Каллизена (1742—1836), племянник хирурга Генриха Каллизена.

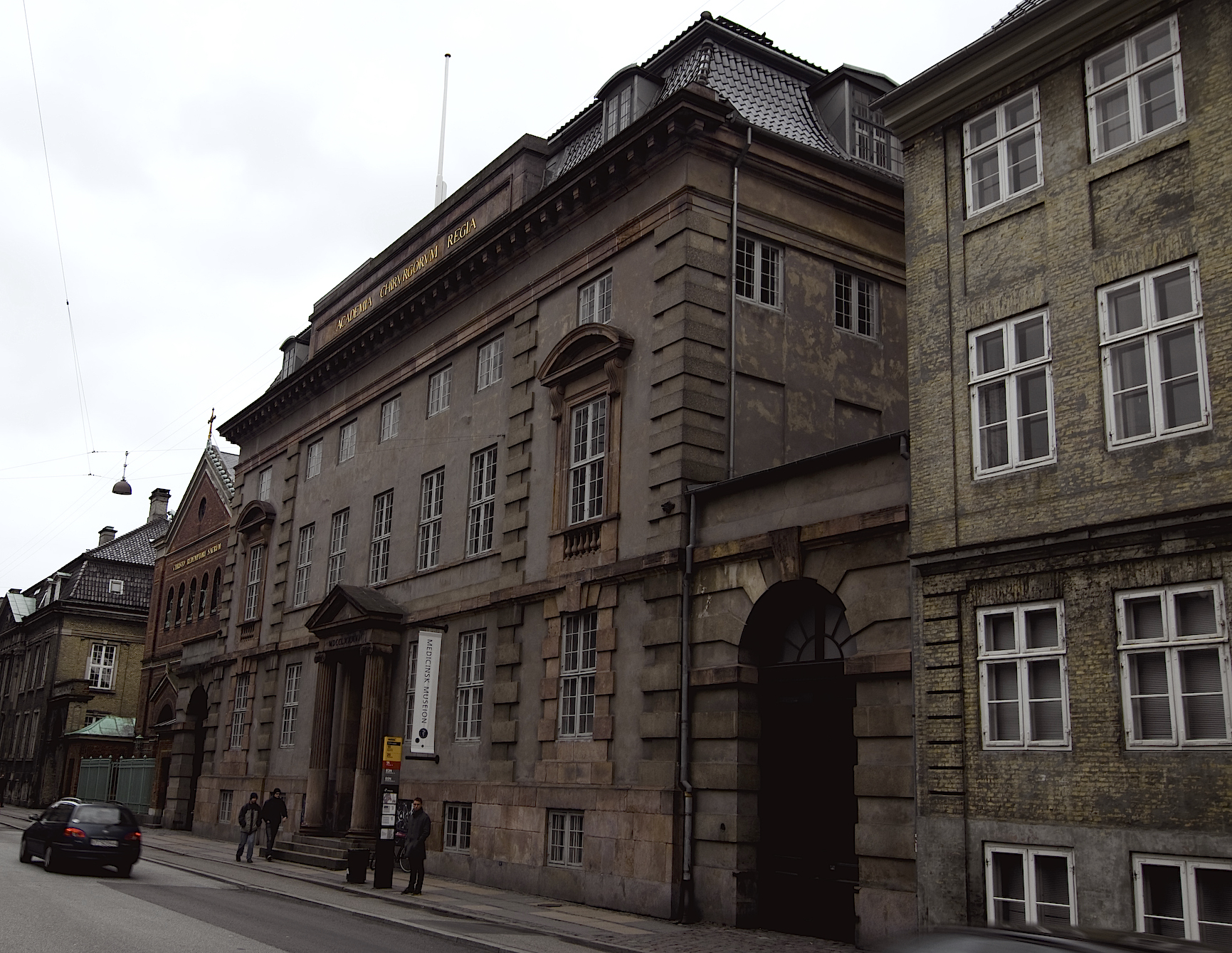
Здание Королевской хирургической академии в Копенгагене

Изучал медицину в университетах Киля и Копенгагена и получил в 1809 году докторскую степень в Кильском университете. В 1813 году он поступил на датскую службу военным врачом. В 1816 году он стал адъюнкт-профессором, а в 1829 — ординарным профессором Королевской хирургической академии в Копенгагене; был хранителем библиотеки хирургической академии. В 1842 году, когда академия объединилась с университетом, стал профессором Копенгагенского университета. Но уже в 1843 году он оставил преподавание и удалился в Альтону, где вступил в масонскую ложу «Carl zum Felsen».
Делом всей его жизни стала монументальная медицинская энциклопедия — «Medicinisches Schriftsteller-Lexicon der jetzt lebenden Aerzte, Wundärzte, Geburtshelfer, Apotheker, und Naturforscher aller gebildeten Völker»., вышедшая в 33 томах в Копенгагене и Альтоне с 1830 по 1845 годы на 17488 страницах.
Был награждён орденом Данеброг (28.10.1836). В 1859 году стал почётным доктором Кильского университета.
В 1854 году он пожертвовал часть своей обширной библиотеки, в том числе 6000 диссертаций и масонской литературы, университетской библиотеке в Киле.